# Mazo de la Roche
Mazo de la Roche (Newmarket (Ontario), 15 de enero de 1879 - Toronto (Ontario), 12 de julio de 1961) fue una escritora canadiense.

## Biografía

### Primeros años
Mazo de la Roche fue la hija única de William y Alberta Roche. De la Roche fue una niña solitaria y su familia se mudaba constantemente debido a las enfermedades de su madre y al trabajo de su padre. Desde temprana edad, se convirtió en una ávida lectora y creó un mundo ficticio al que llamó "The Play" (La Obra). A los nueve años, escribió su primer cuento.
Cuando de la Roche tenía siete años, sus padre adoptaron a su prima huérfana Caroline Clement, quien se convertiría en su compañera de juegos y su amiga por el resto de sus vidas. En 1931, adoptaron dos hijos de dos de sus amigos que habían muerto.

### Inicios de su carrera
De la Roche publicó su primer cuento en 1902 en la Munsey's Magazine, pero no se dedicó a su carrera literaria completamente hasta después de la muerte de su padre. Sus primeras dos novelas, Possession (1923) y Delight (1925), eran novelas románticas y no la ayudaron a recibir mayor reconocimiento.
De la Roche envió su tercera novela, Jalna, a la revista estadounidense The Atlantic Monthly, por la cual recibió US$10 000. El éxito de la novela y su publicación en 1927 incrementaron la fama de la Roche grandemente.

### Saga Jalna
Sus libros se convirtieron en superventas y escribió otras 16 novelas en la serie de Jalna, también conocida como las Whiteoak Chronicles. La serie narra la historia de la familia Whiteoak entre 1854 y 1954. Sin embargo, las novelas no fueron escritas de manera secuencial y cada una puede ser leída de manera independiente. El nombre de la serie viene de la mansión de la familia Whiteoak: Jalna.
La serie vendió más de 11 millones de copias en inglés y en otros 92 idiomas. En 1935, se realizó un filme titulado Jalna, basado en la novela. En 1972, la CBC produjo una serie televisiva basada en las novelas.

### Muerte

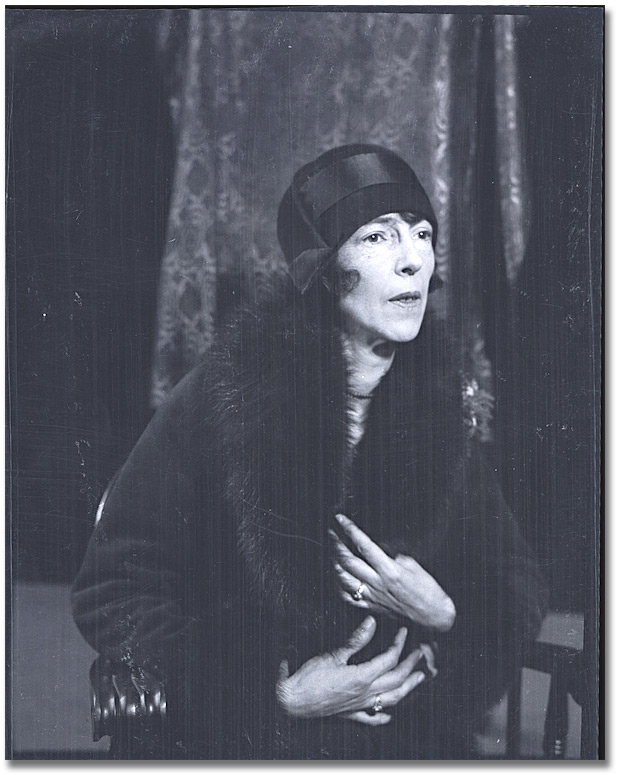
Mazo de la Roche en diciembre de 1927.

Mazo de la Roche murió a los 82 años en Toronto y fue enterrada en St. George's Anglican Church en Sutton (Ontario).
Su hogar en la Bayview Avenue de Toronto fue comprado por la Zoroastrian Society of Ontario en 1975. La casa está registrada como una Heritage Property de Toronto.

## Obras
- Bill and Coo (1958)
- Serie de Jalna
  - Morning at Jalna (1960)
  - Centenary at Jalna (1958)
  - Variable Winds at Jalna (1954)
  - Whiteoak Brothers (1953)
  - Renny's Daughter (1951)
  - Mary Wakefield (1949)
  - Return to Jalna (1946)
  - Building of Jalna (1944)
  - Wakefield's Course (1941)
  - Whiteoak Heritage (1940)
  - Whiteoak Harvest (1936)
  - Young Renny (1935)
  - The Master of Jalna (1933)
  - Finch's Fortune (1932)
  - Whiteoaks of Jalna (1929)
  - Jalna (1927)
- Ringing the Changes: An Autobiography (1957)
- The Song of Lambert (1955)
- A Boy in the House, and Other Stories (1952)
- Mistress of Jalna (1951)
- Quebec: Historic Seaport (1944)
- The Two Saplings (1942)
- The Sacred Bullock and Other Stories of Animals (1939)
- Growth of a Man (1938)
- The Very Little House (1937)
- Beside a Norman Tower (1934)
- The Thunder of the New Wings (1932)
- Lark Ascending (1932)
- Portrait of a Dog (1930)
- Low Life and Other Plays (1929)
- The Return of the Emigrant (1928)
- Come True (1927)
- Delight (1926)
- Low Life: A Comedy in One Act (1925)
- Possession (1923)
- Explorers of the Dawn (1922)